# 滿日間議定書
《日滿議定書》（日语：／ Nichi-Man Giteisho）是在1932年（昭和七年、滿洲國大同元年）9月15日由大日本帝國與滿洲國簽訂的議定書。日本於1931年入侵滿洲，再於1932年3月1日成立滿洲國，最終於本條約中承認它。條約亦包括一共同防衛協議，容許日本於滿洲國領土駐兵。
日本代表是陸軍大將武藤信義（關東軍司令官），滿洲國代表則是國務總理鄭孝胥。雙方於新京簽字於上，彼此享以香檳酒，完成手續。

## 內容
其主要内容有两点：1、日本承認滿洲國；2、滿洲國領土由日本和滿洲共同防衛。

## 评价
该条约使滿洲變相淪為了日本殖民地，滿洲國成為了對日本關東軍軍部的傀儡政權。從滿洲囯的角度來看，這個協議承認了滿洲國的獨立。